# شيرلي بيكر
شيرلي بيكر (بالإنجليزية: Shirley Baker)‏ هي مصورة بريطانية، ولدت في 9 يوليو 1932 في Kersal ‏ في المملكة المتحدة، وتوفيت في 21 سبتمبر 2014.